# … und die Liebe lacht dazu
… und die Liebe lacht dazu ist eine deutsche Liebeskomödie von Robert A. Stemmle aus dem Jahr 1957.

## Handlung
Auf dem Weg zum Schlosshotel Kitzbühel wird Familie von Ausberg aus Wien von einem Bremer Wagen so schnell überholt, dass sie von der Straße abkommen. Die Ausbergs sind fassungslos und kommen durch die nötige Bergung des Wagens erst Nachts im Hotel an. Hier erfahren sie, dass ihr Zimmer bereits weitervermietet wurde, sodass sie die Nacht im zugigen und kalten Turmzimmer verbringen müssen. Stefan von Ausberg, der den Wagen gefahren hatte und nun im Hof den Schaden untersucht, lernt die junge Anna-Susanna Papendiek kennen und verliebt sich sofort in sie. Auch ihr Geständnis, dass sie die rabiate Fahrerin war, stimmt ihn nicht um. Anna-Susannas Eltern Klaus und Luise lernen unterdessen die von Ausbergs kennen – Ferdinand von Ausberg, seine Nichte Pauline und der Verwalter Salvator – doch wird die Stimmung eisig, als die Ausbergs erkennen, dass die Papendieks ihre Zimmer in Beschlag genommen haben und für ihre Verspätung verantwortlich waren. Die Familien glauben, die jeweils andere sei unter ihrem Niveau: Die Ausbergs denken, dass die Papendieks Bäcker seien, dabei sind sie Konsuln und Leiter der Brotfabrik Papendiek. Die Papendieks vermuten in den Ausbergs einfache Weinhändler, dabei sind sie eine alteingesessene Adelsfamilie mit Grafentitel, die Weingüter besitzen. Im Neffen von Graf Ferdinand von Ausberg, Stefan, vermutet Anna-Susanna wiederum einen einfachen Chauffeur, liebt ihn aber trotzdem. Ihre Eltern sind strikt gegen eine Verbindung, ist Anna-Susanna doch bereits dem Kapitän Jan Dirksen versprochen. Sie glauben durch eine Verwechslung zudem, dass Ferdinand und Pauline verheiratet sind.
Beim Fasching in Kitzbühel treffen sich Anna-Susanna und Stefan heimlich und stehlen sich davon. Auf dem Fußweg ins Schlosshotel fällt Anna-Susanna in einen Bach, sodass sie mit Stefan in einer Berghütte Zuflucht sucht, wo sie ihre Kleider trocknet. Luise hat ihre Tochter mit Stefan fortgehen sehen und ist sehr besorgt, als sie auch gegen Mitternacht noch nicht im Hotel zurück ist. Klaus schließt unterdessen mit Ferdinand Freundschaft, sind sie beide doch leidenschaftliche Briefmarkensammler. Anna-Susanna und Stefan erscheinen schließlich im Hotel und die entsetzte Luise ordnet eine sofortige Abreise der Papendiecks am nächsten Tag an.
In Bremen steht einige Zeit später die Verlobung von Anna-Susanna und Jan Dirksen an. Jan gesteht Klaus, dass er Anna-Susanna, die er schon als Kind kennengelernt hat, eigentlich nicht genug liebt, um sie zu heiraten. Anna-Susanna wiederum hängt an Stefan. Überraschend erscheinen die Ausbergs, da Ferdinand mit Klaus eine bestimmte Marke tauschen wollte. Die Familie erkennt, dass die Papendieks mitnichten Bäcker sind, sondern eine wohlhabende Kaufmannsfamilie in stattlicher Villa. Luise ist entsetzt über den Besuch, kann sich aber nicht gegen Klaus durchsetzen, der die Ausbergs willkommen heißt und mit Ferdinand zum Briefmarkentausch verschwindet. Pauline geht spazieren und trifft in einer Blumenhandlung auf Jan Dirksen. Beide verlieben sich ineinander und so hat Pauline auch nichts dagegen, dass Jans Matrosen sie als seine zukünftige Braut ansehen. Pauline und Jan kehren am Abend in eine Schifferkneipe ein, wo sich bereits Anna-Susanna und Stefan befinden. Anna-Susanna und Jan gestehen einander, dass sie jemand anderes lieben. Am Ende reisen Anna-Susanna und Stefan heimlich nach Wien ab, während Jan und Pauline bei den Papendieks erscheinen und ihre Verlobung bekannt geben. Das Chaos ist perfekt, als Luise Pauline vorwirft, bereits mit Ferdinand verheiratet zu sein.
Luise und Klaus wollen Anna-Susannas Heirat mit Jan durchsetzen und reisen daher mit dem Kapitän nach Wien, wo Anna-Susanna und Stefan ihre Verlobung planen. Als die Papendieks ihre Tochter zur Heirat zwingen wollen, rettet die sich zu den Ausbergs, die den Eltern nun einen Streich spielen wollen. Sie laden Luise, Klaus und Jan in einen ungenutzten Weinkeller ein, den sie ihnen als ihr Heim präsentieren. In abgenutzten Kleidern und mit groben Manieren geben sie eine schreckliche Familie zu sein vor und lassen die Eltern Papendiek am Ende durch falsche Polizisten abführen. Klaus erkennt den Schwindel bereits nach kurzer Zeit, spielt jedoch mit, um seiner Frau eine Lehre zu erteilen. Die Polizeifahrt endet an der feudalen Villa der Ausbergs. Erst jetzt bemerkt Luise, dass sie hereingelegt wurde, und stimmt einer Heirat ihrer Tochter mit dem Grafenneffen Stefan von Ausberg zu. Jan wiederum erkennt, dass Pauline nicht verheiratet ist, sodass auch dieser Beziehung nichts mehr im Wege steht.

## Produktion

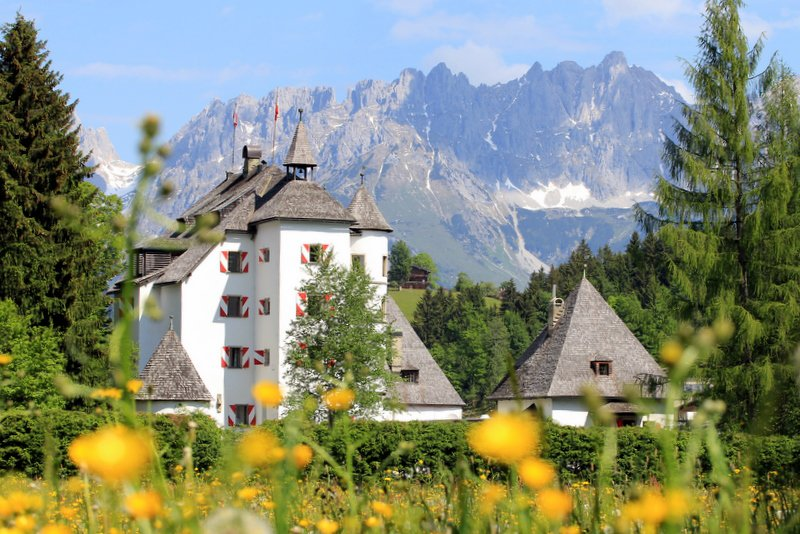
Schloss Münichau, ein Drehort des Films

… und die Liebe lacht dazu wurde unter den Arbeitstiteln Hummel Hummel in Tirol und Schwarzbrot und Kipferl gedreht. Der Farbfilm in Agfacolor beruht auf dem Lustspiel Schwarzbrot und Kipfel von Werner von der Schulenburg. Die Dreharbeiten fanden unter anderem in Wien statt. Als Schlosshotel Kitzbühel diente das Schloss Münichau bei Kitzbühel. Die Kostüme schuf Trude Ulrich, die Filmbauten entwarfen Hertha Hareiter und Otto Pischinger. Die Filmmusik stammt aus der Feder von Herbert Trantow. Die Liedtexte schrieb Günther Schwenn. Produktionsleiter war Fritz Klotzsch. Der Film erlebte am 24. Mai 1957 in den Münchener Kammerlichtspielen und im Europa-Filmpalast seine Premiere.

## Kritik
Für den film-dienst war … und die Liebe lacht dazu ein „harmloser Klamauk um nicht minder harmlose (Mentalitäts-)Konflikte zwischen Nord und Süd mit teils verschmitzten, teils plumpen Späßen.“